# Pondok Jagung
Pondok Jagung is een bestuurslaag in het regentschap Tangerang Selatan van de provincie Banten, Indonesië. Pondok Jagung telt 20.699 inwoners (volkstelling 2010).